# Деян Йекич
Деян Попович Йекич, известен като Войвода Драгомир (на сръбски: Дејан Поповић Јекић или Dejan Popović Jekić), е сръбски революционер, участник в Сръбската пропаганда в Македония.

## Биография
Йекич е роден в град Крушевац, Сърбия, в 1881 година. В 1901 година завършва Първа мъжка гимназия в Белград. Учи природни науки със специалност химия във Великата школа. В 1905 година влиза в сръбска чета в Македония, действаща в района на Козяк и Бабуна. Участва в сражението при Челопек. В 1906 година става войвода. Действа често заедно с войводата Войн Попович, като остава на османска територия по няколко месеца.
След Младотурската революция в 1908 година се връща в Сърбия. В 1911 – 1912 година работи в кибритената фабрика в Крушевац.
При избухването на Балканската война в 1912 година е на лечение в Швейцария, но се връща в Сърбия и застава начело на чета от 100 доброволци, част от отряда на Войн Попович. Ранен е тежко в Кумановската битка. Умира в Охрид в 1913 година. Погребан е в Белград с държавни и военни почести. Името му носи улица в Белград.